# Foro focone

Diagramma del cannone

Un foro focone è un piccolo foro praticato vicino alla culatta, cioè alla porzione posteriore di un cannone o di una pistola ad avancarica, in cui avviene la combustione della polvere da sparo, all'estremità opposta rispetto alla volata da cui fuoriesce il proiettile. Il foro focone è il punto di accesso attraverso il quale viene innescata la carica propellente. Nelle armi leggere, la scintilla prodotta dalla carica di innesco è sufficiente per accendere la carica all'interno del cannone. In artiglieria, una polvere di innesco, una miccia, o miccetta vengono inseriti nel foro per assicurare l'accensione della carica.
La polvere nel foro può essere accesa con un fiammifero a lenta combustione, un fiammifero posto all'estremità di un'asta o con un particolare tipo di acciarino.

## Chiodare i cannoni

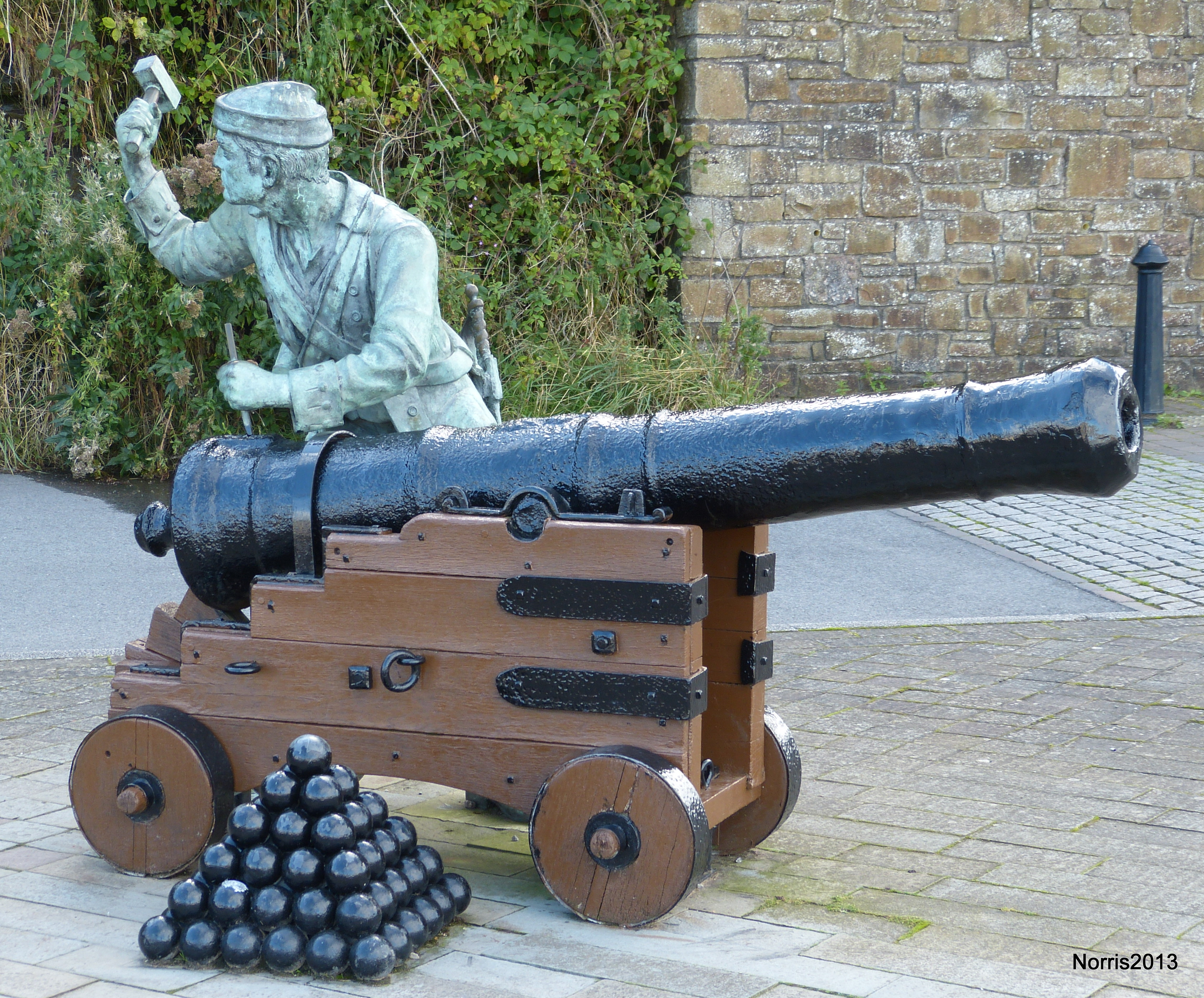
Statua del marinaio americano John Paul Jones che chioda i cannoni britannici a Whitehaven nel 1778

Chiodare un cannone era un metodo per rendere temporaneamente inservibile un cannone nemico martellando una punta d'acciaio uncinato nel foro focone. La punta poteva essere rimossa solo con grande difficoltà. Se non era disponibile una punta costruita appositamente si poteva inserire una baionetta, lasciandola incastrata nel foro. I cannoni potevano essere resi inservibili anche bruciando gli affusti oppure danneggiandone gli assi.
Il conte Friedrich Wilhelm von Bismarck, nelle sue Lezioni sulla tattica della cavalleria, raccomandò che ogni soldato di cavalleria portasse con sé l'equipaggiamento necessario per chiodare i cannoni se era previsto uno scontro con l'artiglieria nemica. Se un cannone correva il rischio di essere catturato dal nemico, i serventi lo chiodavano per evitare che venisse usato contro di loro. I cannoni nemici catturati erano chiodati se non potevano essere portati via e la loro riconquista sembrava probabile. Si potevano fare anche missioni segrete per chiodare i cannoni del nemico per prevenire contrattacchi e proteggere le navi durante il ritiro, come nel caso dell'attacco dei Ranger a Whitehaven durante la Guerra d'indipendenza americana.